# Новосимское
Новосимское (баш. Яңы Эҫем) — деревня в Иглинском районе Республики Башкортостан Российской Федерации. Входит в состав Кальтовского сельсовета. 

## География

### Географическое положение
Находится на левом берегу реки Сим.
Расстояние до:
- районного центра (Иглино): 25 км,
- центра сельсовета (Кальтовка): 4 км,
- ближайшей ж/д станции (Иглино): 25 км.

## Население
| 2002 | 2009 | 2010 |
| ---- | ---- | ---- |
| 15   | ↘8   | ↘7   |

Национальный состав
Согласно переписи 2002 года, преобладающая национальность — русские (60 %).